# La nave sta arrivando
La nave sta arrivando è un extended play in formato CD, che Vinicio Capossela ha curato per il numero di aprile 2011 del mensile XL del quotidiano la Repubblica.
Il CD ha una durata di circa 30 minuti e contiene sei brani, due dei quali sono anteprime del successivo album di Capossela Marinai, profeti e balene (distribuito di lì a poco, dal 26 aprile), mentre quattro sono registrazioni inedite. Tra di esse vi sono una cover di Bob Dylan, When the Ship Comes In dall'album The Times They Are a-Changin', tradotta in italiano dallo stesso Capossela, ed una di ...E la barca tornò sola di Mario Ruccione, presentata al Festival di Sanremo 1954 da Gino Latilla in abbinamento con Franco Ricci. Quest'ultimo brano però è qui proposto da Capossela con evidenti richiami alla nota versione parodistica che a suo tempo ne aveva fatto Renato Carosone (con i versi "E a me che me ne importa" e "Mare crudele, mare crudele", aggiunti proprio dal compositore partenopeo), in medley con Che coss'è l'amor, suo vecchio brano del 1994 (dall'album Camera a sud), realizzate appositamente per l'uscita dell'EP.

## Tracce
1. When the Ship Comes in – 3:02
2. Billy Budd – 5:00
3. Polpo d'amor – 3:42
4. Medley: Che Coss'è l'amor ...E la barca tornò da sola – 6:08
5. Morna (Rebetika) – 5:56
6. La costola di Garopaba – 6:29